# Krasni (Saràtov)
Krasni (en rus: Красный) és un possiólok a l'óblast de Saràtov, a Rússia, segons el cens del 2010 tenia 29 habitants. Pertany al districte municipal d'Arkadak.